# Episodi di Zero in condotta
La serie televisiva Zero in condotta, composta da un'unica stagione di 20 episodi, è stata trasmessa in anteprima negli Stati Uniti d'America dalla CBS dal 27 settembre 1982 al 27 marzo 1983.
| nº | Titolo originale                        | Titolo italiano | Prima TV USA      | Prima TV Italia |
| -- | --------------------------------------- | --------------- | ----------------- | --------------- |
| 1  | Pilot                                   |                 | 27 settembre 1982 |                 |
| 2  | A Cafeteria Line                        |                 | 4 ottobre 1982    |                 |
| 3  | Pac Man Fever                           |                 | 11 ottobre 1982   |                 |
| 4  | Square Pigskins                         |                 | 18 ottobre 1982   |                 |
| 5  | Halloween XII                           |                 | 1° novembre 1982  |                 |
| 6  | A Simple Attachment                     |                 | 8 novembre 1982   |                 |
| 7  | Weemaweegate                            |                 | 15 novembre 1982  |                 |
| 8  | Open 24 Hours                           |                 | 22 novembre 1982  |                 |
| 9  | Muffy's Bat Mitzvah                     |                 | 29 novembre 1982  |                 |
| 10 | Hardly Working                          |                 | 13 dicembre 1982  |                 |
| 11 | A Child's Christmas in Weemawee: Part 1 |                 | 20 dicembre 1982  |                 |
| 12 | A Child's Christmas in Weemawee: Part 2 |                 | 20 dicembre 1982  |                 |
| 13 | It's All How You See Things             |                 | 27 dicembre 1982  |                 |
| 14 | Merry Pranksters                        |                 | 10 gennaio 1983   |                 |
| 15 | It's Academical                         |                 | 24 gennaio 1983   |                 |
| 16 | The Stepanowicz Papers                  |                 | 31 gennaio 1983   |                 |
| 17 | To Serve Weemawee All My Days           |                 | 5 febbraio 1983   |                 |
| 18 | No Substitutions                        |                 | 14 febbraio 1983  |                 |
| 19 | No Joy in Weemawee                      |                 | 21 febbraio 1983  |                 |
| 20 | The Arrangement                         |                 | 7 marzo 1983      |                 |